# 杨庄乡 (武城县)
杨庄乡是中国山东省德州市武城县下辖的一个乡。

## 行政区划
杨庄乡下辖顺杨社区、饮马庄村、瑞杨社区、前杨村、东杨村、西杨村、张古庄村、隋庄村、梁院村、吕洼村、大十八户村、勾庄村、李庄村、孟庄村、戚庄村、魏官屯村、吴庄村、闫沟村。